# Elisabetta Manfredi
Elisabetta Manfredi (1443 – Faenza, 26 giugno 1469), fu signora consorte di Forlì.

## Biografia
Fu figlia di Astorre II Manfredi, signore di Imola e Faenza e di Giovanna da Barbiano, figlia del famoso condottiero Lodovico da Barbiano, conte di Cunio.
Sposò il 25 gennaio 1456 Francesco IV Ordelaffi, signore di Forlì, col quale divise la prigionia, anche a causa dell'invidiosa sorella Barbara, che sposò Pino III Ordelaffi. Rimase in carcere anche dopo la morte del marito nel 1466 e nel 1469 subì un tentativo di avvelenamento ad opera di un sicario di Pino III, ma fallì. Con l'aiuto della famiglia d'origine, il 16 aprile Elisabetta riuscì a fuggire e a riparare a Faenza, dove morì due mesi dopo, il 26 giugno.

## Discendenza
Elisabetta e Francesco ebbero sei figli:
- Cia (22 giugno 1459-?), monaca;
- Antonio Maria (1460-1504), signore di Forlì;
- Francesco (7 luglio 1461-assassinato, 15 gennaio 1488), uomo d'armi;
- Giulia (28 settembre 1462-prima del 1492), sposò Niccolò degli Alessandri di Firenze;
- Giovanna, monaca;
- Caterina, sposò Francesco Trotti di Alessandria.

## Ascendenza
|                                              |                                             |                                                      | Genitori                                             |  |  | Nonni |  |  | Bisnonni                                 |  |  | Trisnonni                                |  |
|                                              |                                             |                                                      |                                                      |  |  |       |  |  | 8. Astorre I Manfredi, signore di Faenza |  |  | 16. Giovanni Manfredi, signore di Faenza |  |
|                                              |                                             |                                                      |                                                      |  |  |       |  |  | 8. Astorre I Manfredi, signore di Faenza |  |  | 16. Giovanni Manfredi, signore di Faenza |  |
|                                              |                                             | 17. Ginevra Mongardino                               |                                                      |  |  |       |  |  | 8. Astorre I Manfredi, signore di Faenza |  |  |                                          |  |
| 4. Gian Galeazzo Manfredi, signore di Faenza |                                             |                                                      |                                                      |  |  |       |  |  | 8. Astorre I Manfredi, signore di Faenza |  |  |                                          |  |
|                                              |                                             | 9. Leta da Polenta                                   | 18. Guido III da Polenta, signore di Ravenna         |  |  |       |  |  |                                          |  |  |                                          |  |
|                                              |                                             | 9. Leta da Polenta                                   | 18. Guido III da Polenta, signore di Ravenna         |  |  |       |  |  |                                          |  |  |                                          |  |
|                                              |                                             | 9. Leta da Polenta                                   | 19. Elisa d'Este                                     |  |  |       |  |  |                                          |  |  |                                          |  |
| 2. Astorre II Manfredi, signore di Faenza    |                                             | 9. Leta da Polenta                                   |                                                      |  |  |       |  |  |                                          |  |  |                                          |  |
|                                              |                                             | 10. Galeotto I Malatesta, signore di Rimini e Cesena | 20. Pandolfo I Malatesta, signore di Rimini e Pesaro |  |  |       |  |  |                                          |  |  |                                          |  |
|                                              |                                             | 10. Galeotto I Malatesta, signore di Rimini e Cesena | 20. Pandolfo I Malatesta, signore di Rimini e Pesaro |  |  |       |  |  |                                          |  |  |                                          |  |
|                                              |                                             | 10. Galeotto I Malatesta, signore di Rimini e Cesena | 21. Taddea                                           |  |  |       |  |  |                                          |  |  |                                          |  |
| 5. Gentile Malatesta                         |                                             | 10. Galeotto I Malatesta, signore di Rimini e Cesena |                                                      |  |  |       |  |  |                                          |  |  |                                          |  |
|                                              |                                             | 11. Gentile da Varano                                | 22. Rodolfo II da Varano, signore di Camerino        |  |  |       |  |  |                                          |  |  |                                          |  |
|                                              |                                             | 11. Gentile da Varano                                | 22. Rodolfo II da Varano, signore di Camerino        |  |  |       |  |  |                                          |  |  |                                          |  |
|                                              |                                             | 11. Gentile da Varano                                | 23. Camilla Chiavelli                                |  |  |       |  |  |                                          |  |  |                                          |  |
| 1. Elisabetta Manfredi                       |                                             | 11. Gentile da Varano                                |                                                      |  |  |       |  |  |                                          |  |  |                                          |  |
|                                              | 12. Alberico II da Barbiano, conte di Cunio | 24. Lodovico da Barbiano, conte di Cunio             |                                                      |  |  |       |  |  |                                          |  |  |                                          |  |
|                                              | 12. Alberico II da Barbiano, conte di Cunio | 24. Lodovico da Barbiano, conte di Cunio             |                                                      |  |  |       |  |  |                                          |  |  |                                          |  |
|                                              | 12. Alberico II da Barbiano, conte di Cunio | 25. Isabella Manfredi                                |                                                      |  |  |       |  |  |                                          |  |  |                                          |  |
| 6. Lodovico da Barbiano, conte di Cunio      | 12. Alberico II da Barbiano, conte di Cunio |                                                      |                                                      |  |  |       |  |  |                                          |  |  |                                          |  |
|                                              |                                             | 13. Antonia Manfredi                                 | 26. Astorre I Manfredi, signore di Faenza (= 8.)     |  |  |       |  |  |                                          |  |  |                                          |  |
|                                              |                                             | 13. Antonia Manfredi                                 | 26. Astorre I Manfredi, signore di Faenza (= 8.)     |  |  |       |  |  |                                          |  |  |                                          |  |
|                                              |                                             | 13. Antonia Manfredi                                 | 27. Leta da Polenta (= 9.)                           |  |  |       |  |  |                                          |  |  |                                          |  |
| 3. Giovanna da Barbiano                      |                                             | 13. Antonia Manfredi                                 |                                                      |  |  |       |  |  |                                          |  |  |                                          |  |
|                                              |                                             | 14. Filippino Casati, patrizio milanese              | 28. Giovanni "Giovannino" Casati                     |  |  |       |  |  |                                          |  |  |                                          |  |
|                                              |                                             | 14. Filippino Casati, patrizio milanese              | 28. Giovanni "Giovannino" Casati                     |  |  |       |  |  |                                          |  |  |                                          |  |
|                                              |                                             | 14. Filippino Casati, patrizio milanese              | …                                                    |  |  |       |  |  |                                          |  |  |                                          |  |
| 7. Fiorbellina Casati                        |                                             | 14. Filippino Casati, patrizio milanese              |                                                      |  |  |       |  |  |                                          |  |  |                                          |  |
|                                              |                                             | 15. Elisabetta Rusconi                               | …                                                    |  |  |       |  |  |                                          |  |  |                                          |  |
|                                              |                                             | 15. Elisabetta Rusconi                               | …                                                    |  |  |       |  |  |                                          |  |  |                                          |  |
|                                              |                                             | 15. Elisabetta Rusconi                               | …                                                    |  |  |       |  |  |                                          |  |  |                                          |  |
|                                              |                                             | 15. Elisabetta Rusconi                               |                                                      |  |  |       |  |  |                                          |  |  |                                          |  |